# رد صلاحیت‌ها در انتخابات ریاست‌جمهوری ایران (۱۳۹۲)
از میان ۲۸ نامزد سرشناس که در یازدهمین انتخابات ریاست‌جمهوری ایران نام‌نویسی کرده‌بودند ۸ نفر را شورای نگهبان تأیید صلاحیت کرد. البته ۶۸۶ نفر نام‌نویسی کرده‌بودند که ۳۷ چهره سرشناس‌تر بودند و ۹ تن پیش از اعلام صلاحیت‌ها کناره‌گیری کردند. رد صلاحیت اکبر هاشمی رفسنجانی، رئیس مجمع تشخیص مصلحت نظام و رئیس‌جمهور اسبق، و اسفندیار رحیم مشایی، رئیس دفتر سابق رئیس‌جمهور و نامزد مورد حمایت محمود احمدی‌نژاد بود، بحث‌انگیزترین رد صلاحیت‌های این دورده بود که واکنش‌هایی در پی داشت. برخی افراد به دنبال ورود رهبری و بازنگری در رأی شورای نگهبان همانند نهمین دوره انتخابات ریاست‌جمهوری ایران بودند.

## رد صلاحیت شدگان سرشناس
- افراد سرشناس ردصلاحیت شده:

- ابراهیم اصغرزاده
- اسفندیار رحیم‌مشایی
- اکبر اعلمی
- اکبر هاشمی رفسنجانی
- پرویز کاظمی
- حسن سبحانی
- روح‌الله احمدزادهٔ کرمانی
- سید ابوالحسن نواب
- سید احمد کاشانی
- سید محمدباقر خرازی
- طهماسب مظاهری
- علی فلاحیان
- علیرضا زاکانی
- قاسم شعله‌سعدی
- محمد سعیدی‌کیا
- محمد شریعتمداری
- محمدحسن قدیری ابیانه
- مصطفی کواکبیان
- منوچهر متکی

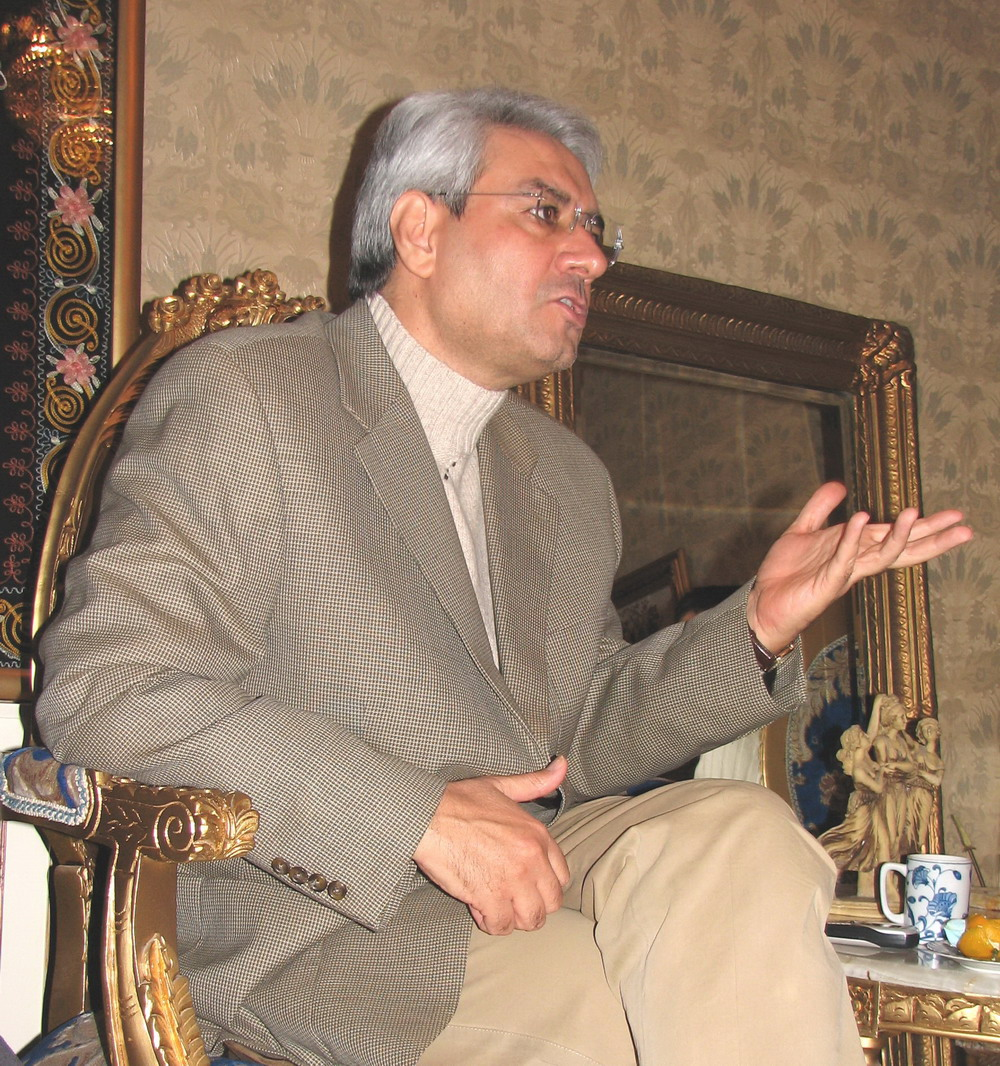
نمایندهٔ مجلس سوم و شورای شهر سوم تهرانابراهیم اصغرزاده
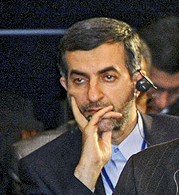
رئیس دفتر پیشین و مشاور رئیس‌جمهور ایران، اسفندیار رحیم‌مشایی
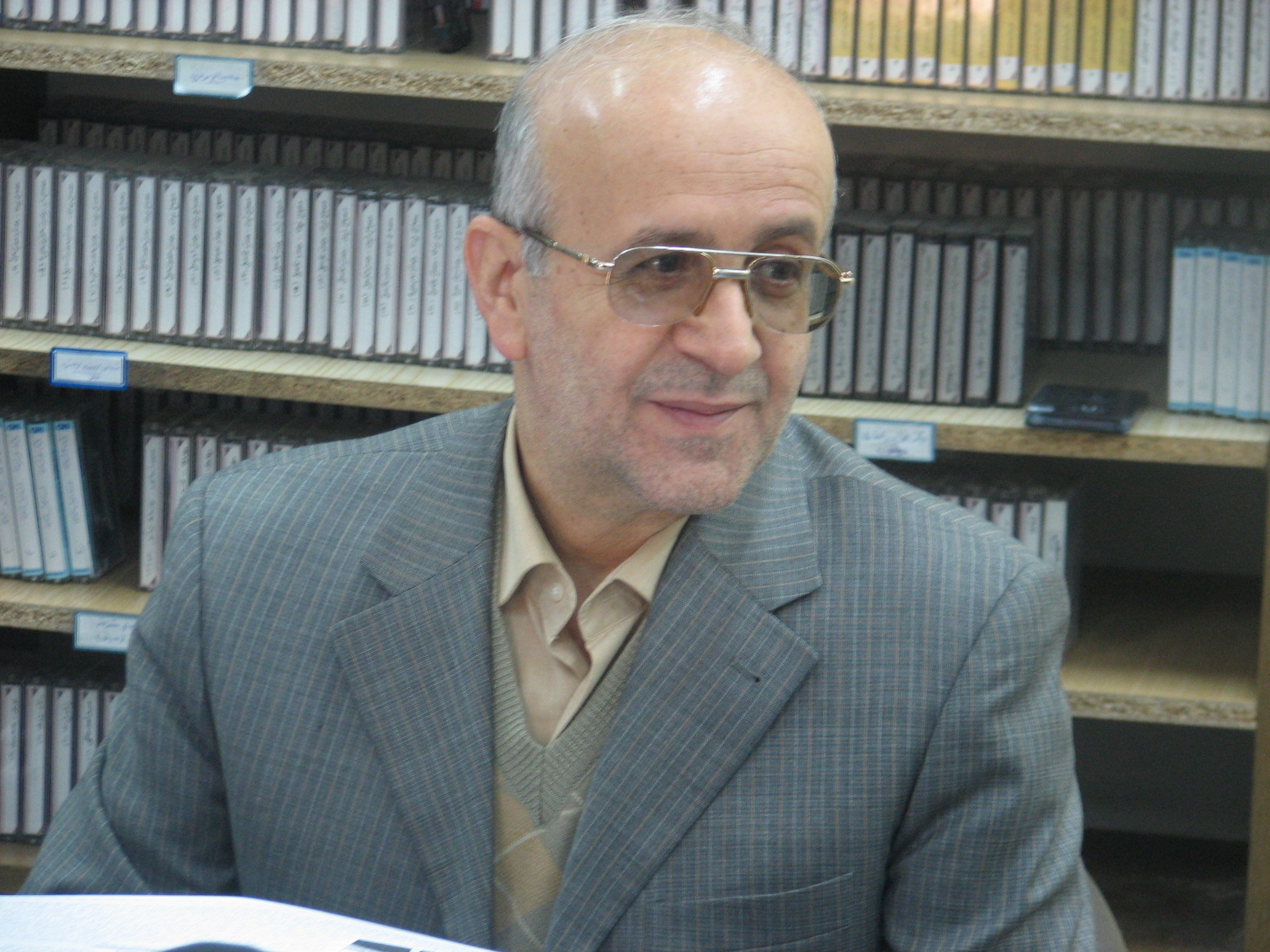
نمایندهٔ مجلس‌های پنجم تا هفتم، حسن سبحانی
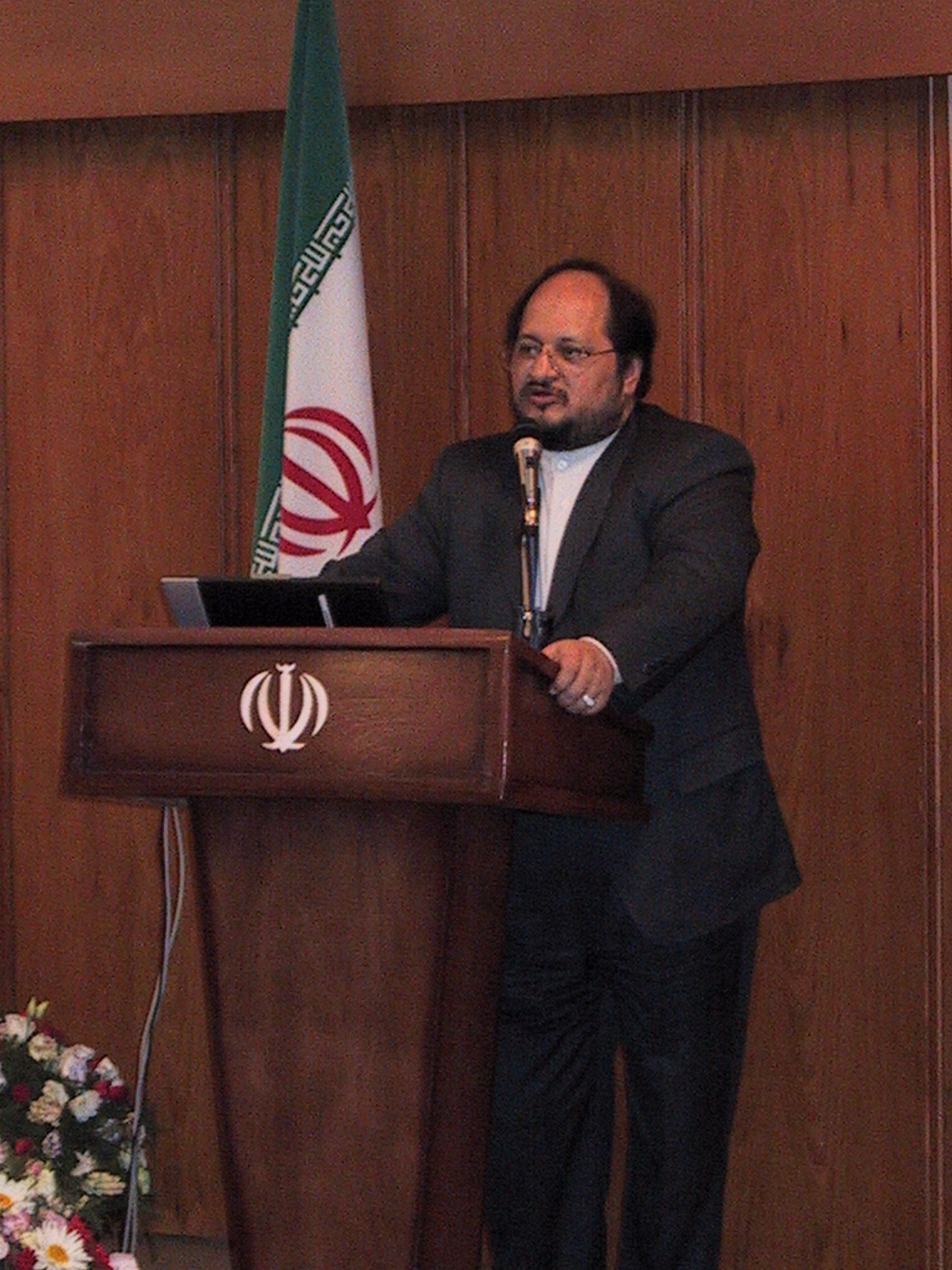
وزیر بازرگانی دولت خاتمی، محمد شریعتمداری
دبیرکل حزب مردم‌سالاری و نمایندهٔ سابق مجلس مصطفی کواکبیان
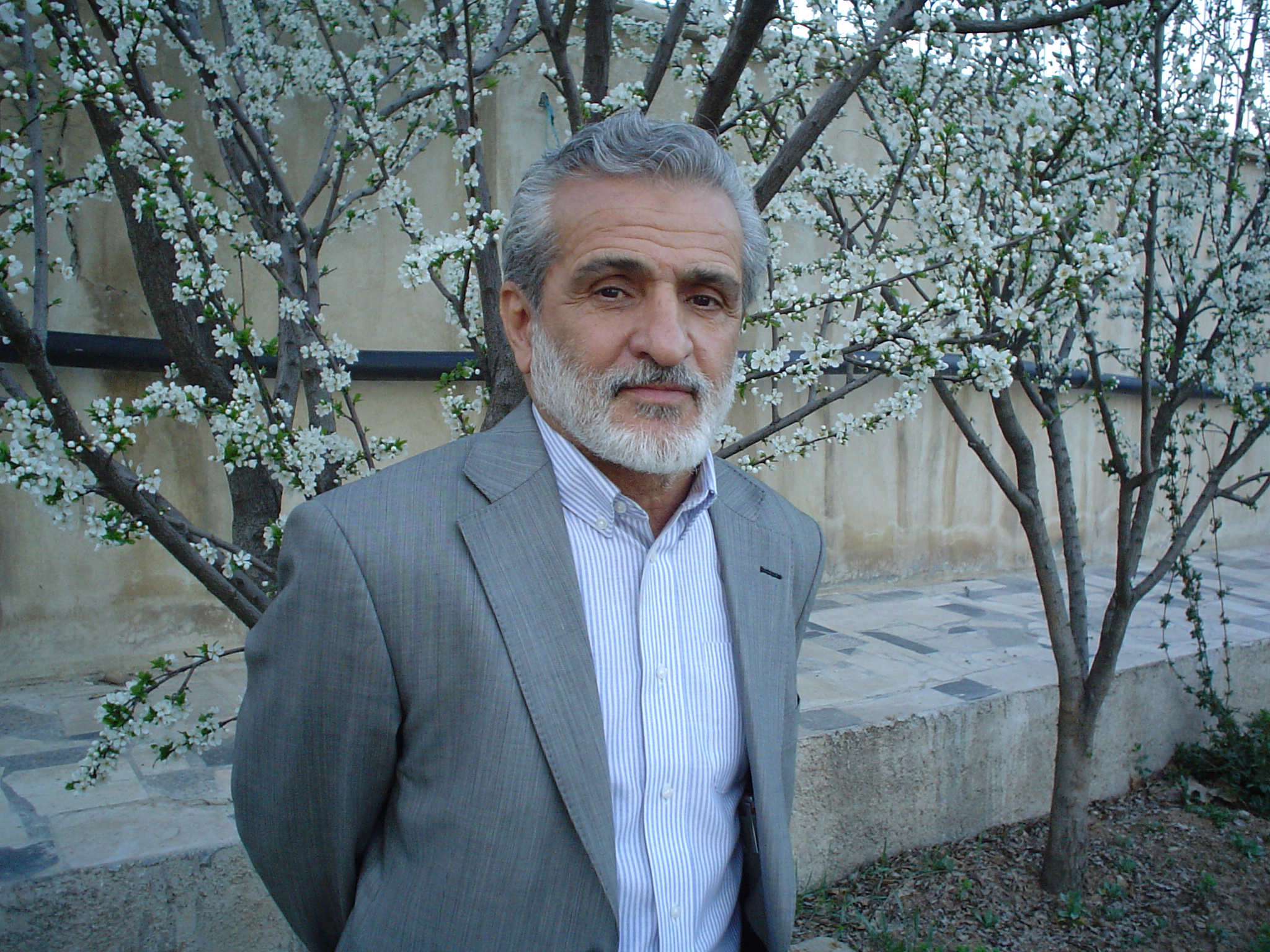
نمایندهٔ مجلس اول و دوم، سید احمد کاشانی
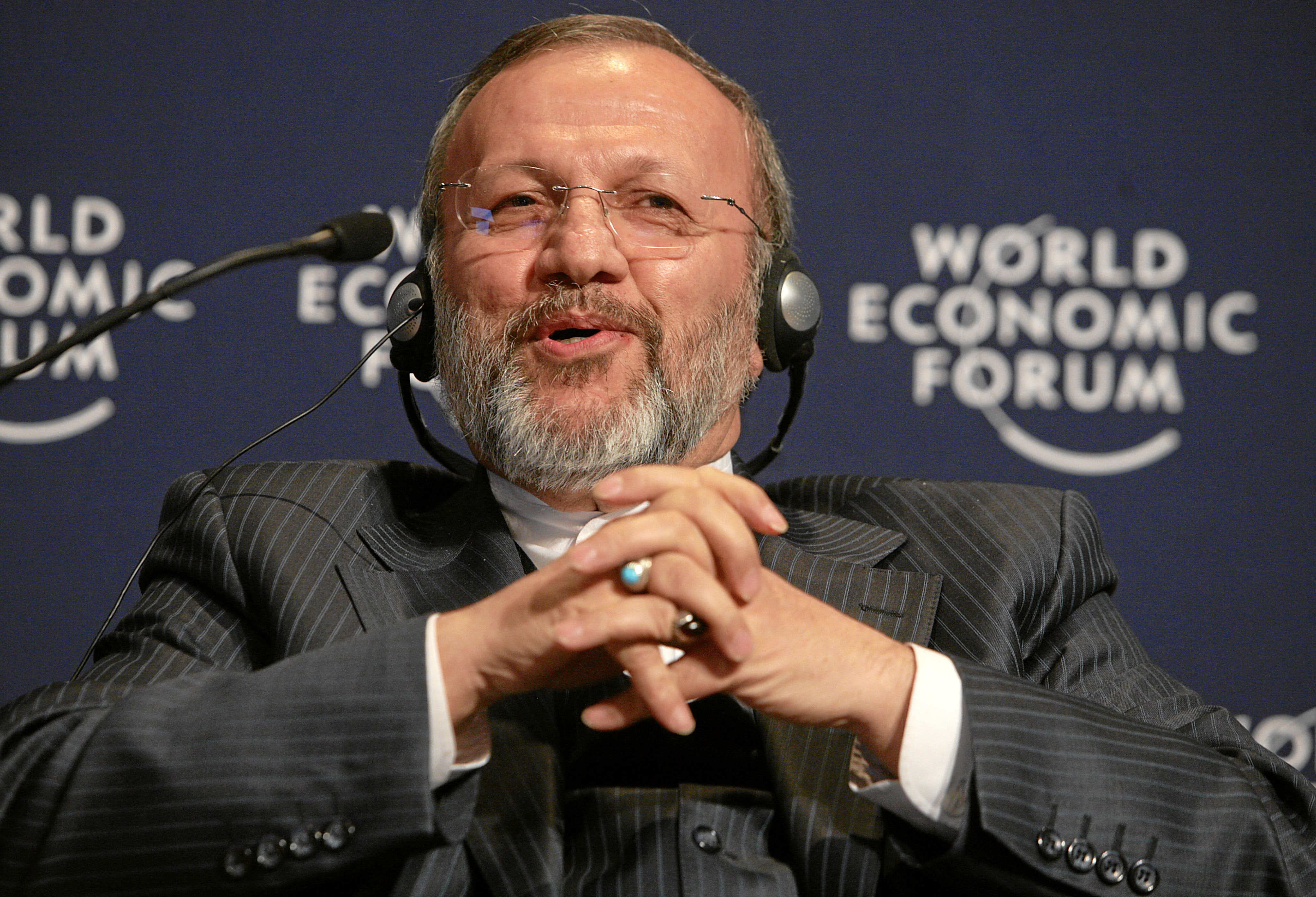
وزیر پیشین امور خارجه و نمایندهٔ مجلس اول، منوچهر متکی
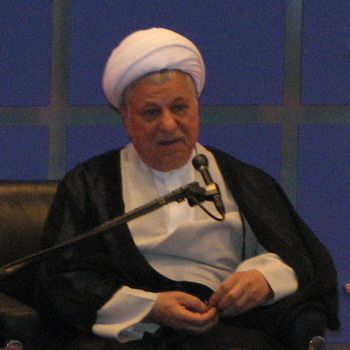
رییس‌جمهور پیشین، اکبر هاشمی رفسنجانی

## احزاب سیاسی

### اصلاح‌طلبان
درمیان عدم تأیید صلاحیت‌ها اصلاح‌طلبان بیشتر به چشم می‌خورند.

#### اکبر هاشمی رفسنجانی

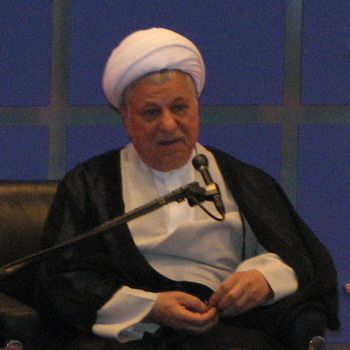
رئیس‌جمهور پیشین، اکبر هاشمی رفسنجانی

ردصلاحیت هاشمی را بزرگترین رد صلاحیت تاریخ انقلاب می‌نامند، رفسنجانی در مقابل درخواست‌های متعددی که از جانب رجال سیاسی و چند تن از نمایندگان مجلس، بالاخص علی مطهری که خواستار حضور وی در انتخابات بودند، مقاومت کرده بود و حضورش را منوط به سکوت رضایت‌مندانه رهبر ایران دانسته بود. غلامعلی رجایی، رئیس دفتر هاشمی بیان می‌کند: «ساعت ۱۶:۳۰ آخرین روز ثبت نام، ۳ نفر از مشاوران هاشمی به دفترش آمدند و در ملاقات با وی اظهار کردند شب گذشته درخواستی به دفتر رهبری داده‌اند و هنوز منتظر جواب از جانب آن‌ها هستند. ساعت ۱۷:۳۰ ایشان (هاشمی) از دفتر بیرون آمدند و اعلام کردند به سمت وزارت کشور حرکت می‌کنیم. درست ۵ دقیقه به پایان مهلت ثبت‌نام مانده بود که به وزارت کشور وارد شدیم و چون از فرط عجله عکس از ایشان با خود نداشتیم، قرار شد همان شب عکس‌ها را برای وزارت کشور بفرستیم که این‌گونه هم شد.»
خبر رد صلاحیت اکبر هاشمی رفسنجانی، حتی از خبر این که چه کسانی تأیید صلاحیت شدند، مهم‌تر و پرسر و صداتر بود. حضور اکبر هاشمی رفسنجانی شور و نشاطی ویژه به فضای انتخاباتی و حتی فضای عمومی جامعه داده بود. به ویژه بسیاری که برای رأی‌دادن در تردید بودند، عزم خود را جزم کرده بودند که در انتخابات، حتماً شرکت کنند. کاندیداتوری هاشمی و ردصلاحیت او، باعث شد فضای سیاسی به سمتی برود که دستکم گزینه‌های غیر اصلی اصلاح طلبان، تأیید صلاحیت شوند.
همچنین در این دیدار، مجید انصاری از فعالان ستاد وی در سخنانی گفت که مطابق نظرسنجی که نیروی مقاومت بسیج، اکبر هاشمی رفسنجانی با ۵۷٪ رأی قطعی و ۱۰–۱۵٪ رأی احتمالی، برنده قطعی انتخابات در دور اول بوده‌است و همین دلیل رد صلاحیت او بوده‌است.
اکبر هاشمی رفسنجانی در دیدار اعضای ستادهای انتخاباتی اش با اشاره به وضعیت ایجاد شده و رد صلاحیتش توسط شورای نگهبان گفت: از همه مردم می‌خواهم که مأیوس نشوند. امید خود را حفظ کنند و نگذارند یاس و ناامیدی به آن‌ها غلبه کند. روزی می‌رسد که باز فرصتی فراهم شود تا افراد دیگری بیایند و کاری که لازم است را انجام دهند.
جبهه مشارکت ایران اسلامی با صدور بیانیه‌ای نسبت به رد صلاحیت اکبر هاشمی رفسنجانی واکنش نشان داد. در این بیانیه ضمن ابراز تأسف از رد صلاحیت اکبر هاشمی رفسنجانی پیش‌بینی شده‌است در آینده‌ای نه چندان دور این بهانه‌های واهی دامنگیر بسیاری از مسؤولان کشور و بقیةالسلف انقلاب شود تا اقتدارگرائی انحصار طلب همهٔ ارکان انقلاب را تسخیر کند.
همچنین مجمع روحانیون مبارز با صدور بیانیه‌ای نسبت به احراز نشدن صلاحیت اکبر هاشمی رفسنجانی برای انتخابات ریاست جمهوری از سوی شورای نگهبان انتقاد و این اقدام را «ناباورانه» توصیف کرد. در این بیانیه آمده‌است: مجمع روحانیون مبارز ضمن ابراز تأسف شدید از این اقدام، مراتب سپاسگزاری و تشکر خود را از اکبر هاشمی رفسنجانی بخاطر فداکاری و ثبت‌نام در عرصه انتخابات ابراز و از تمامی قشرها جامعه اعم از مراجع عظام تقلید و علما و روحانیون عالیقدر، استادان و فرهنگیان و نخبگان، جوانان و دانشجویان، کسبه و تولیدگران و کارآفرینان، کارگران و کشاورزان و سایر طبقات اجتماعی و فعال سیاسی و احزاب و گروه‌هایی که در اقدامی فراگیر و خودجوش در این عرصه حاضر و از کاندیداتوری اکبر هاشمی رفسنجانی حمایت کردند، صمیمانه تشکر و قدردانی می‌کند.
اکبر هاشمی رفسنجانی طی بیانیه‌ای خطاب به مردم ایران تأکید کرد که اگر اعتلای کشور و عزت و رفاه ملت در سایه نظام اسلامی، هدف اعلا و آرزوی همه ماست، رواست در این راه مشکلات و تلخی‌ها، ما را از ادامه این راه مقدس بازندارد.
... اینک خاضعانه از تمامی شما مردم عزیز ایران اسلامی و همه شخصیت‌ها و بزرگان دینی و علمی و دوستانی که چه قبل از ثبت‌نام و چه در مدت کوتاه پس از آن، اینجانب را مورد لطف و محبت صمیمانه خود قرار دادند، به‌ویژه کسانی که در سراسر کشور با برپایی ستادهای خودجوش مردمی، زحماتی را متحمل و متقبل شده‌اند، تشکر و قدردانی می‌کنم و توصیه می‌نمایم که فرصت تقویت وحدت و همدلی را که در ستادها، میان نیروهای معتدل اصلاح‌طلب و اصولگرا ایجاد شد، به عنوان حُسن آغازی برای تداوم این حرکت حفظ کنند…
در۴ بهمن ۱۳۹۲ عباسعلی کدخدایی، سخنگوی سابق شورای نگهبان ایران، گفت که این شورا از طریق علی لاریجانی و حسن روحانی به اکبر هاشمی رفسنجانی پیغام داد که او رد صلاحیت شده و بهتر است انصراف دهد، اما آقای هاشمی رفسنجانی این توصیه را نپذیرفت.
کدخدایی افزود: با آقای علی لاریجانی صحبت کردم و گفتم اگر می‌شود شما این مسئله را منتقل کنید. یکی هم آقای روحانی بودند که دعوتشان کردم که وضعیت خودشان را به ایشان اعلام کردیم و هم خواهش کردیم موضوع را با آقای هاشمی در میان بگذارند.

#### نقشحیدر مصلحیدر رد صلاحیت هاشمی رفسنجانی
در خرداد ۱۴۰۰، پس از ۸ سال حیدر مصلحی وزیر اطلاعات دولت احمدی‌نژاد نقش خود در رد صلاحیت هاشمی رفسنجانی در انتخابات یازدهم ریاست جمهوری بازگو کرد. مصلحی مدعی است بر اساس رصد آراء هاشمی، محتمل بود آراء هاشمی تا ۹۰ درصد برسد و این به ضرر حفظ نظام بود و پیروزی هاشمی به معنای پنبه‌شدن همه رشته‌های آنهاست و به خاطر مصلحت حفظ نظام، پیشنهاد رد صلاحیت هاشمی را به شورای نگهبان داده‌است و اعضای شورای نگهبان ادله او را پذیرفته‌اند.
عباسعلی کدخدایی پیش از این در چند مصاحبه، ادعای تأثیرگذاری مصلحی در رد صلاحیت هاشمی را تکذیب کرده بود و مدعی شده بود مصلحی در جلسه شورای نگهبان دربارهٔ هاشمی اصلاً حرفی نزده‌است. در مصاحبه‌ای گفته بود اگر چنین باشد، شورای نگهبان تعدادی آدمند که نه خدا سرشان می‌شود نه قانون و نه شرع.

##### واکنش‌ها
- فاطمه هاشمی رفسنجانی، دربارهٔ عدم احراز صلاحیت پدرش گفت: صبح برای ایشان پیغام آورند که حتماً باید از کاندیداتوری انصراف دهند و ایشان هم صراحتاً جواب دادند انصراف نخواهم داد و نمی‌توانم به مردم خیانت کنم. وی در ادامه گفت الان بسیاری از افرادی که مسئولیت بالایی در کشور دارند از سن خیلی بالایی برخوردارند و علاوه بر آن بیمار هم هستند؛ بنابراین، کاملاً مشخص است که سن بهانه است. امام خمینی در سن هفتاد و نه سالگی وارد کشور شدند و یازده سال هم رهبر کشور بودند و کشور انقلابی را به نحو احسنت مدیریت کردند. سن که نمی‌تواند ملاک باشد. دقیقاً پدر چنان دغدغه کشور را داشتند و نگران این اوضاع بودند که در این سن وارد صحنه شدند.[۱۶]
- احمد منتظری در نامه‌ای خطاب به شورای نگهبان خواستار تجدید نظر در رأی عدم احراز صلاحیت هاشمی رفسنجانی برای ریاست‌جمهوری شد و نوشت: هاشمی رفسنجانی با سخنان منتقدانه و خیرخواهانه خود پس از انتخابات سال ۸۸ و از دست‌دادن منصب امامت جمعه تهران و ریاست مجلس خبرگان ثابت کرد که در راه انجام وظیفه ثابت قدم و استوار است. وی همچنین در این نامه تأکید کرده‌است: کاندیدا شدن هاشمی رفسنجانی موجب اتفاق نظر قشرها مختلف ملت شده بود و حتی کسانی که به حفظ نظام هم عقیده نداشتند برای نجات کشور از بحران کنونی و حفظ تمامیت ارضی کشور عزیزمان ایران، قصد شرکت در انتخابات و رأی‌دادن به ایشان را داشتند ولی آن شورای محترم مانع تحقق این همبستگی ملی شد.[۱۷]
- زهرا مصطفوی فرزند سید روح‌الله خمینی در نامه‌ای به سید علی خامنه‌ای درخواست کرد که در تصمیم شورای نگهبان تجدید نظر شود. در این نامه آمده‌است که همان روزی که تأیید امام بر رهبری حضرتعالی را از زبان ایشان شنیدم و همواره آن نظریه را در مواقع لازم بیان کرده‌ام تأیید صلاحیت برادر آقای هاشمی را هم شنیدم زیرا امام بعد از نام جنابعالی نام ایشان را هم ذکر کردند. خوشبختانه و به حق حضرتعالی مورد رأی خبرگان قرار گرفتید، لذا لزومی نمی‌دیدم تا ذکری در این مورد از ایشان به میان آورم. اما متأسفانه امروز که می‌بینم شورای نگهبان دست به رد صلاحیت ایشان برای ریاست جمهوری زده‌است، خواهرانه تذکر می‌دهم که این کار هیچ معنایی جز فاصله انداختن بین دو یار امام و بی‌توجهی به شوق و اقبالی که مردم کوچه و خیابان به نظام و انتخابات پیدا کرده‌است ندارد.[۱۸]
- ابوالحسن بنی صدر، نخستین رئیس‌جمهور ایران در گفتگو با بخش فارسی رادیو بین‌المللی فرانسه می‌گفت: که روند رد صلاحیت‌ها نشان از تلاش سید علی خامنه‌ای برای خمینی‌زدائی دارد. به گفتهٔ نخستین رئیس‌جمهور ایران، رد صلاحیت هاشمی رفسنجانی و نیز نحوه انتخاب نامزدهای تأیید صلاحیت شده به این معنی است که از نظر آقای خامنه‌ای، دوره خمینی تمام شده و این خمینی‌زدائی ادامه پیدا خواهد کرد.[۱۹]
- عبدالله نوری وزیر کشور کابیته اول اصلاحات در نامه‌ای خطاب به هاشمی رفسنجانی نوشت:اینجانب بر این باورم که از آنزمان که جنابعالی با شجاعت و پایمردی زبان گویای مردم گشتید، به مرور صلاحیت شما مورد تردید قرار گرفت لکن در میان قشرها گوناگون مردم جایگاهی رفیع یافتید و این جایگاه جدید نعمتی الهی‌ست که به شما ارزانی شده‌است.[۲۰]
- اکبر اعلمی نماینده سابق مجلس شورای اسلامی و از دیگر ردصلاحیت شدگان این انتخابات درنامه خطاب به هاشمی نوشت: اشاره به همین نکته کافیست که، راقم به عنوان یکی از قدیمی‌ترین منتقدین شما در زمانی که در اوج قدرت بودید، امروز با فراموش‌کردن گذشته به یکی از دوستان و همراهان شما تبدیل شده‌است و مطمئن باشید که منتقدین و حتی مخالفین سرسخت شما هم مانند نگارنده دچار همین دگردیسی و تحول در رویکرد خود نسبت به هاشمی کنونی شده و ابهامات و نکات تاریک گذشته را به تاریکخانه حافظه خود سپردند! وی نامه خود را با این جمله به پایان رسانده‌است: تولد سیاسی دوباره مبارک و راه نو متکی به مردم مستدام باد![۲۱]
- صادق زیباکلام کارشناس مسائل سیاسی گفت: در مورد آقای هاشمی باید بگویم که عصر روزی که ایشان ثبت‌نام کرد یک موج راه افتاد و چاره‌ای جز حذف او نبود در غیر این صورت یک دوم خرداد ۷۶ دیگر رقم می‌خورد.[۲۲]
- سید حسن خمینی در نامه‌ای به هاشمی رفسنجانی نوشت: خبر غیرقابل باور عدم احراز صلاحیت جنابعالی در نامزدی انتخابات ریاست جمهوری دل همه علاقه‌مندان به شما و بخشی عظیم از دلبستگان به امام عظیم الشأن و دوستداران رهبری معظم انقلاب را بدرد آورد. از این پس نام هاشمی رفسنجانی تنها با مبارزه و انقلاب، دفاع مقدس و سازندگی گره نخورده‌است، بلکه علاوه بر آن، نام شما توأم با امید به فردا، در حافظه مردم ایران نقشی برجسته خواهد یافت![۲۳]
- یوسف صانعی در تماسی تلفنی با هاشمی گفت: عدم انصراف شما علی‌رغم همه فشارها برای اینکه خیانت به ملت نشده باشد سبب شد تا به اسلام و جمهوری اسلامی، روحانیت بزرگوار، حوزه‌های علمیه و همه فرزندان و یاران امام امت آبرویی فوق‌العاده بدهید که بنده از بیان عظمت این کار شما عاجز هستم. او در پایان این گفتگو خطاب به هاشمی گفت: «من فقط به یک جمله بسنده می‌کنم و آن هم درخواست سهیم‌نمودن این جانب در ثواب و اجر اخروی این حرکت عبادی و سیاسی‌تان است.»[۲۴]
- نعیمه اشراقی از فعالان سیاسی اصلاح‌طلب با بیان اینکه کهولت سن هاشمی رفسنجانی، بهانهٔ خوبی برای ردصلاحیت وی نیست، اظهار داشت: کهولت سن چیزی نیست که شورای نگهبان تشخیص دهد چرا که قانون اجازه کاندیدا شدن برای انتخابات ریاست‌جمهوری را در این سن می‌دهد.[۲۵]
وی افزود: شورای نگهبان اگر هاشمی را رد صلاحیت کرد، باید دلیل قانع‌کننده‌ای برای این کارش داشته باشد و قطعاً اگر چنین اتفاقی رخ دهد، آقای هاشمی از طرق قانونی پیگیری خواهد کرد، هر چند که فکر نمی‌کنم که وی اعتراضی در این باره داشته باشد.
- حبیب‌الله عسگراولادی عضو شورای مرکزی حزب موتلفه اسلامی با اشاره به دیدار خود با هاشمی رفسنجانی گفت: هاشمی که خود هم تشخیص داده بود سنش مناسب ریاست جمهوری نیست در این دیدار به بنده گفت از شورای نگهبان سپاسگزارم که این بار سنگین را از روی دوش من برداشت.[۲۶]
- علی مطهری در نامه‌ای به سید علی خامنه‌ای نوشت: مستحضر هستید که با ورود آقای هاشمی به صحنه انتخابات چه شور و شوقی در میان مردم و چه امیدی در دل آنان به اصلاح امور و پیشرفت سریعتر کشور پیدا شد و با رد صلاحیت ایشان طبعاً آن شور و شوق و آن امید از بین رفت. پیشنهاد می‌کنم با حکم حکومتی در تأیید صلاحیت ایشان زمینه تحقق حماسهٔ سیاسی مورد نظر آن رهبر عزیز را فراهم آورید و محذور احتمالی لزوم اقدام مشابه دربارهٔ آقای مشایی موجه به نظر نمی‌رسد زیرا قیاس این دو با هم قیاس مع‌الفارق است و رد صلاحیت به دلیل داشتن گرایش‌های فکری غیر اسلامی کار درستی است اما ردصلاحیت به دلیل منتقد بودن کار نادرستی است.[۲۷]

وی قبل از اعلام نتایج دربارهٔ عدم تأیید صلاحیت ایشان گفت: اگر این کار صورت گیرد اصل انقلاب و اصل نظام جمهوری اسلامی ایران زیر سؤال می‌رود، هاشمی کسی است که در میان افراد موجود بیشترین نقش را در ایجاد انقلاب اسلامی داشته‌است.
- محمدعلی گرامی در نامه‌ای به هاشمی نوشت: در همه سن و سال سیاسی خود بیاد نداریم که ملت از خبر ورود کسی در صحنه سیاست بقدر خبر ورود حضرتعالی شادمان شده باشند. غریو شادی سرتاسر مملکت را گرفت، قیمت طلا و دلار بنفع پول کشور شکست. فریاد ناجی ملّت آمد صحنه ستاد انتخابات را گرفت. بعداً چه موفق شوید یا نه. همین افتخار بس. شما را دعا می‌کنیم.[۲۹]
- محمدجواد حق‌شناس از فعالان شاخص اصلاح‌طلب گفت: حذف هاشمی و مشایی با توجه به اینکه پیش‌بینی می‌شد درصورت حضور یک رقابت اصلی و حداکثری در فضای انتخابات شود موجب پدید آمدن یک شوک غیرقابل پیش‌بینی شد که پس از آن هنوز فضایی سیاسی کشور در وضعیت استقرار و تعادل قرار نگرفته‌است. باید منتظر ماند و دید در روزهای آینده جریان اصلاح طلب و دولت چه موضعی را در خصوص رقابت پیش رو و خواهند داشت. به نظر من تصمیم شورای نگهبان با رهنمودهای رهبری که در ابتدای سال ۹۲ ارائه کردند و خواستار حضور همه سلایق سیاسی در انتخابات با هدف تحقق حماسه سیاسی و رقابت حداکثری شدند، فاصله دارد.[۳۰]
- راستی کاشانی درنامه‌ای به هاشمی رفسنجانی نوشت: جنابعالی با حرکت فداکارانه و از خود گذشتگی؛ برای رضای حق تعالی؛ با هدف پاسداری از مذهب حقه و گسترش مکتب اهل بیت عصمت و طهارت؛ پیگیری اهداف عالی بنیان‌گذار جمهوری اسلامی؛ عقلانیت و اعتدال و جلوگیری از افراط و انحراف؛ در عرصه انتخابات حاضر شدید. اگرچه غافلان و بدخواهان حضور شما را تحمل نکردند؛ لیکن با این اقدام و پاسخ مثبت به تقاضای عمومی؛ در پیشگاه تاریخ و روح بلند امام راحل سربلند و سرفراز خواهید بود.[۳۱]
- موسوی خوئینی‌ها که به مرد خاکستری اصلاحات مشهور است در واکنش به عدم احراز صلاحیت هاشمی گفته‌است: از رد صلاحیت هاشمی ناراحت نشوید. اگر او رئیس‌جمهور می‌شد از همهٔ ما انتقام سال‌های اصلاحات و مجلس ششم را می‌گرفت.[۳۲]
- سید محمد خاتمی در یک گفتگوی خبری اظهار داشت: «باید گله کرد از کسانی که فرصت مهمی که با آمدن هاشمی پیش آمده بود را از مردم گرفتند، آن‌ها باید جوابگو باشند.»[۳۳]
- روزنامه کیهان در صفحه نخست خود به بررسی این عدم احرازها پرداخته و با ستایش شورای نگهبان می‌نویسد: عدم تأیید صلاحیت هاشمی نجات ایشان از دام خطرناکی است که دشمنان بیرونی و دنباله‌های داخلی آن‌ها پیش پای ایشان پهن کرده‌بودند.[۳۴]
- روزنامه نیویورک تایمز آمریکا با انتشار گزارشی نوشت: تصمیم به رد صلاحیت اکبر هاشمی رفسنجانی بسیاری از ایرانیان را در بهت و شوک فرو برد چون بیش از ۷۰ درصد جمعیت ایران در دوره‌ای زندگی کرده‌اند که هاشمی در آن یکی از سران اصلی حکومت بوده‌است. در این گزارش با اشاره به اینکه هاشمی یکی از اصلی‌ترین بنیان‌گذاران انقلاب اسلامی بوده‌است به نقل از مهدی یک معلم ۲۷ ساله ایرانی می‌نویسد: شایع است که انقلاب فرزندان خود را می‌خورد اما این بار ظاهراً انقلاب پدر خود را خورده‌است![۳۵]

#### مصطفی کواکبیان

مصطفی کواکبیان

مصطفی کواکبیان، دبیرکل حزب مردم سالاری، ۲۶ اسفند ماه سال گذشته با شعار دولت کواکبیان «دولت اخلاق» وارد انتخابات شدکه این امر با اعلام نظر شورای نگهبان محقق نشد.
رئیس ستاد انتخابات حزب مردم سالاری گفت: کواکبیان بر اساس یک تکلیف حزبی وارد انتخابات شد و همگی به نظر شورای نگهبان و قانون احترام می‌گذاریم. وی با تأکید بر این مهم که اعتراض از طریق مراجع قانونی حق طبیعی ما محسوب می‌شود ادامه داد: در جلسه آتی حزب در مورد اعتراض نسبت به رد صلاحیت کواکبیان تصمیم‌گیری خواهیم کرد.
وب سایت حزب مردم سالاری در چهارشنبه اول خرداد فیلتر شد. اما پس از چند روز مجدداً بازگشایی شد.
حزب مردم‌سالاری در پی‌نشست شورای مرکزی این حزب با صدور اطلاعیه‌ای ضمن تمکین به نظر شورای نگهبان خواستار توضیحات این شورا در خصوص دلایل عدم احراز صلاحیت دبیرکل این حزب و همچنین رئیس مجمع تشخیص مصلحت نظام شد.

#### اکبر اعلمی
اکبر اعلمی که در انتخابات سال ۱۳۸۸ هم رد صلاحیت شده بود این بار در روز ۲۰ اردیبهشت ۱۳۹۲ با شعار بازگشت به شعارهای نوفل لوشاتو، مبنی بر بازگشت روحانیون به حوزه‌های علمیه ثبت نام نمود؛ ولی در فاصله کمی وب سایت رسمی منتصب به او فیلتر شد و اوهم نتوانست مجوز ورود به رقابت را پیدا کند.
اعلمی در نامه‌ای سرگشاده خطاب به احمد جنتی می‌نویسد، نه تنها از این بابت ممنون شورای نگهبان نیستم بلکه اعضای این شورا را بخاطر تشخیص و تصمیمشان ملامت می‌کنم. اصلاح‌طلبی و اعتقاد به قانونمداری اقتضا می‌کند که بخاطر مصالح مردم و کشورم همچون گذشته به چنین قوانینی پایبند باشم و از آن تمکین نمایم.
وی در ادامه نوشت: ای مرجع تشخیص صلاحیت یک ملت! آیا تاکنون با خود خلوت کرده و اندیشیده‌اید که ایراد اصلی شورای نگهبان در گزینش‌ها چیست و اساساً مشکلات عمده کشور از کجا سرچشمه می‌گیرد؟ به اعتقاد من ریشه اصلی مشکلات کشور ناشی از رها کردن اصول و چسبیدن به فروع و شخصیت زدگی و سفله پروری است و در همین راستا بزرگترین ایراد امثال شما نیز به اعتبار شخصیت حقیقی و حقوقی که دارید بها دادن به ظواهر، ظاهرسازی‌ها و شیرین زبانی‌های منافقانه و چاپلوسانه و ستایشگری و مجیز گویی‌های بادنجان دور قاب‌چین هاست و این که شیرینی کاذب منافقانه را به تلخی برخورد صادقانه ترجیح می‌دهید و گاهی از روی سادگی و ظاهربینی تحت تأثیر همین افراد قرار می‌گیرید و در عوض منتقدان دلسوز کشور را به بهانه‌های واهی حذف و از این طریق راه ورود چاپلوسان و مدیحه سرایان را به قلمرو قدرت هموار می‌سازید، غافل از این که گاهی"واعظان کاین جلوه در محراب و منبر می‌کنند، چون به خلوت می‌روند آن کار دیگر می‌کنند!

### حامیان دولت

#### اسفندیار رحیم مشایی

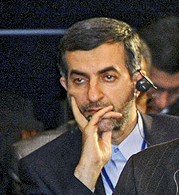
اسفندیار رحیم مشایی

پس از انصراف علی‌اکبر جوانفکر و محمدرضا رحیمی تنها گزینه مطرح حامیان دولت اسفندیار رحیم مشایی بود، که طبق پیش‌بینی‌های برخی افراد شورای نگهبان او را رد کرد. وی امید بسیاری بر نظر حکومتی رهبر ایران دارد و می‌گوید مصرانه این را پیگیری خواهم کرد.
اسفندیار رحیم مشایی با بیان اینکه حتی اگر در کارمان وقفه‌ای ایجاد شد امیدوار باشید، گفت: آن‌هایی به بی‌قانونی نیاز دارند که به خانه مردم می‌ریزند و از یک سایت می‌ترسند. مشایی افزود: تعطیل کردن یک سایت یعنی چه؟ یعنی ترسیدن از حرف و پیام؛ و کسی که از حرف و پیام می‌ترسد از جنس پیامبر، امام، دین، آسمان، حقیقت و جوهر درخشان انسان نیست.

مشایی افزود: یک شخصی که من او را نمی‌شناختم به من گفت در جلسه‌ای به نام بصیرت از ابتدا تا انتها فقط از شما بد گفتند و من در آخر جلسه از سخنران خواستار سند و مدرکی که نشان دهنده این اتهامات به شما باشد شدم و او در جواب به من گفت: ای بابا، پنج، شش سال است تمام دستگاه‌های اطلاعاتی کشور تمام زوایای زندگی این شخص را بررسی کرده‌اند هیچ چیزی پیدا نکرده‌اند، شما چطور از من سند و مدرک می‌خواهید؟
محمود احمدی‌نژاد رئیس‌جمهور حامی اصلی مشایی گفت بنده آقای مشایی را معرفی کردم و ایشان را می‌شناسم و با شناخت این کار را انجام دادم ایشان فردی صالح و مفید برای کشور هستند و معتقدم که دارای توانمندی هستند. ایشان مظلوم واقع شدند، ولی معتقدم در کشوری که ولایت فقیه وجود دارد حق مظلوم آن هم در این سطح پایمال نمی‌شود. وی افزود: به نظرم با وجود رهبری مشکلی پیش نخواهد آمد ومن از طریق ایشان تا لحظه آخر این موضوع را پیگیری و تعقیب می‌کنم و امیدوارم مشکل حل شود و مشکلی نخواهد بود.
در همین زمینه ستاد انتخاباتی اسفندیار رحیم‌مشایی به ریاست‌بهمن شریف‌زاده بیانیه‌ای را در خصوص عدم احراز مشایی صادر کرد؛ و از محمود احمدی‌نژاد خواست که نسبت به رفع تضییقات احتمالی اقدام فرمایند.

##### واکنش‌ها
- علی‌اکبر جوانفکر گفت: آقای اسفندیار رحیم مشایی و آقای هاشمی رفسنجانی دو نامزد مطرح و مهم یازدهمین دوره انتخابات ریاست جمهوری بودند که شورای نگهبان قانون اساسی صلاحیت آن‌ها را برای شرکت در انتخابات احراز نکرده‌است. سرعت عمل آقای هاشمی رفسنجانی در جمع‌آوری ستادهای تبلیغاتی‌اش و عدم ارائه درخواست به رهبر معظم انقلاب برای استفاده از حکم حکومتی، نشان می‌دهد که وی شرایط به وجود آمده را کاملاً مطلوب خود می‌داند؛ زیرا با وضع موجود او به هدف اصلی‌اش یعنی حذف مشایی یا گفتمان احمدی‌نژاد که همان گفتمان انقلاب اسلامی است، رسیده‌است. همه مردم به یاد دارند که در انتخابات سال ۱۳۸۸ آقای هاشمی خواستار ریاست جمهوری هر فرد دیگری به جز دکتر احمدی‌نژاد بود و او اینک خواسته دیرینه خود را با تصمیم شورای نگهبان محقق شده می‌بیند. وی دربارهٔ این‌که با کنار رفتن هاشمی‌رفسنجانی از صحنه انتخابات، آیا احتمال تأیید صلاحیت مشایی همچنان وجود دارد؟ گفت: بله. این احتمال همان چیزی است که به نظر می‌رسد آقای هاشمی رفسنجانی در محاسبات خود، روی آن حساب نکرده‌است.[۴۴]
- احمد خورشیدی پدر داماد احمدی‌نژاد در گفتگویی با روزنامه بهار گفت:دولت چیزی در دست ندارد. نامزد شدن مشایی هم در حقیقت بازی سیاسی دولت بود. مشایی نامزد شد تا جلوی خیلی از حوادث بعدی را بگیرد. حوادث و وقایعی که به واسطه پرونده‌های موجود برای مشایی در قوه‌قضاییه قرار است رخ بدهد. این‌ها تاکتیک انتخاباتی است که البته چندان هم موفق نبوده‌است. تجربه هم نشان داده که این به اصطلاح افشاگری‌ها در جامعه، زیاد به نفع احمدی‌نژاد نبوده‌است. حتی در بسیاری از موارد علیه خود او تمام شد.[۴۵]
- سعید قاسمی از حامیان گذشته و منتقدان فعلی احمدی‌نژاد گفت:متأسفانه این بار شاهد بازی هستیم که امثال آقای رئیس‌جمهور برای پای کار بردن زورکی آقای مشایی در حال صحنه گردانی آن است و اینجا من ایشان را نصیحت می‌کنم که دست از لجاجت بردارد و به رأی شورای نگهبان احترام بگذارد چرا که امام امت صریح گفتند:هر کس رأی شورای نگهبان را نپذیرد «مفسد فی‌الارض» است.[۴۶]
- جعفر شجونی عضو شورای مرکزی جامعه روحانیت مبارز گفت:بنده گفته بودم رئیس‌جمهور شدن مشایی برای نظام جمهوری اسلامی ایران جوک بزرگی است حال این موضوع را احمدی‌نژاد یا هر کس دیگری که راه انداخته‌است به عقیده من اشتباه کرده‌اند و جو جامعه را نشناخته‌اند. شجونی اظهار داشت:پیگیری مسئله تأیید صلاحیت مشایی دروغ است. وی افزود: وقتی برای هاشمی حکمی صادر نمی‌شود مگر می‌شود برای مشایی این کار انجام شود؟[۴۷]